# Pikku Palojärvi
Pikku Palojärvi är en sjö i Gällivare kommun i Lappland och ingår i Kalixälvens huvudavrinningsområde. Pikku Palojärvi ligger i Torne och Kalix älvsystem Natura 2000-område.